# Socha (Einheit)
Die Socha, der Pflug, der Haken, war ein russisches Flächenmaß und entsprach dem Maß Hufe. Die Socha war als Berechnungsgrundlage für Steuern ein untaugliches Maß, da maßfremde Dinge immer wieder mit einflossen. Bekannt ist die Socha seit 1273.
- 1 Socha = 250 bis 600 Hektar